# Easy listening
Easy-listening (pronunciación en inglés: /ˈizi ˈlɪsənɪŋ/) es un término adoptado de la lengua inglesa (en la que significa ‘fácil de escuchar’ o ‘audición fácil’) con el que se designa un tipo de música popular que se caracteriza por tener melodías simples, pegadizas y relajadas, con armonizaciones sencillas e instrumentación poco llamativa.
Este estilo musical, surgido a partir de la década de 1950, evolucionó a partir de la música swing y la compuesta para Big Band.
El género easy listening es también un formato de radio, e incluye dos tipos diferentes de música: la instrumental y la vocal.
Cabe señalar que, en ocasiones, el término easy-listening se utiliza en un sentido más amplio y menos riguroso que, yendo más allá sus propios límites como género, incluye músicas de otros géneros como soft rock, pop tradicional, canción melódica, ciertas formas de jazz o la música nueva era.
Existen varios subgéneros dentro del easy-listening, algunos de los cuales se consideran a veces como un género aparte o bien como denominaciones alternativas:
- lounge music (‘música para vestíbulo’) o core lounge, muy relacionado con el jazz.
- pop orquestal
- mood music (música ambiental)
- música de ascensor (elevator music en Estados Unidos, lift music en Reino Unido)
- muzak, más peyorativo, aunque Muzak se refiere específicamente a la música producida y programada para lugares públicos por la Muzak Corporation,[nota 1] y no es un género musical en sí mismo. [3]
- beautiful music (‘música hermosa’). Al ser un formato de radio, tiene estándares rígidos de instrumentación (por ejemplo: poco o nada de saxo) y restricciones acerca de cuántas obras vocales se pueden emitir por hora. A veces se la llama Nostalgia music.[4]
- background music (música de fondo)

Frecuentemente, las canciones de easy listening son versiones instrumentales de canciones populares de todos los tiempos.
El formato de radio «easy listening» ha sido casi completamente reemplazado por el formato Lite AC (forma coloquial de Light Adult Contemporary music: música ligera contemporánea para adultos).

## Historia

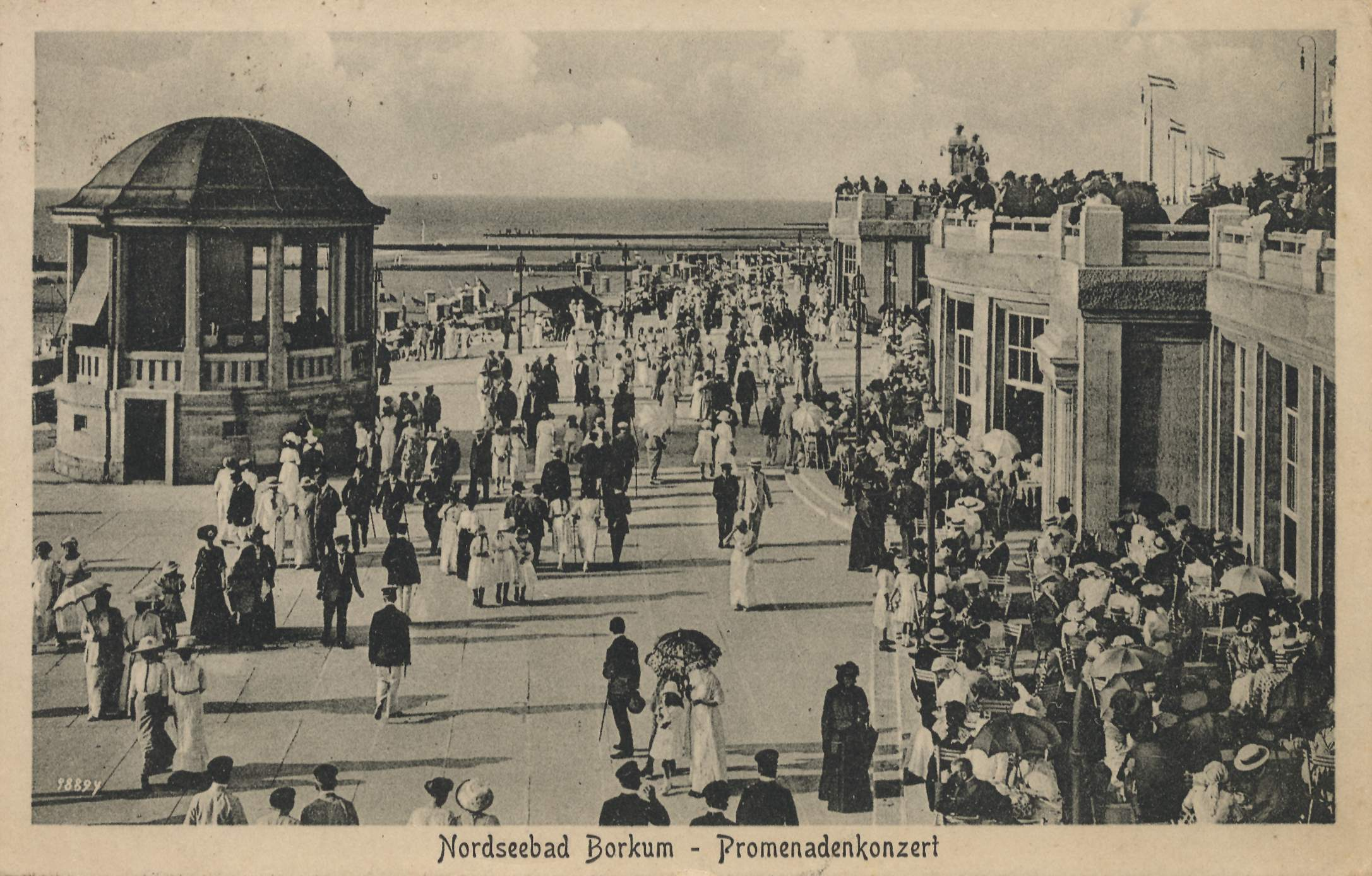
Concierto de música fácil para veraneantes en la playa de Borkum (Paises Bajos) (1921).

Incluso los divertimentos del rococó (literalmente: "distracciones") cumplían una "función de escucha fácil".
La música de jazz de la década de 1920 en los transatlánticos de lujo también facilitaba que los invitados cenaran y conversaran.
El easy listening tal y como se entiende hoy en día define un género primordialmente instrumental, propio de los años 50, 60 y 70, el cual pudo ser perfeccionado con las nuevas posibilidades técnicas de los estudios de grabación de la época. Las raíces del mismo se remontan al sonido de orquestas populares en la década de 1930, como la de Guy Lombardo, la cual era reconocida por su sonido suave, acaramelado, de su sección de saxofones, y que era considerado de fácil escucha para el público general de la época.
Se considera a Percy Faith el pionero del "Easy Listening", al crear en la década de 1950 orquestaciones de temas populares, basadas en secciones de cuerdas suaves, melódicas, como ejemplos de ello el tema de Moulin Rouge, el Tema de un lugar ve verano, creando un concepto que sería seguido por músicos como Mantovani, Franck Pourcel, Caravelli, Billy Vaughn o Ray Conniff con sus respectivas orquestas.
De manera similar, en 1956 John Serry buscó utilizar el acordeón dentro del contexto de un sexteto de jazz para crear un estado de ánimo relajante ideal para escuchar con "baja presión" en su álbum "Squeeze Play".
Otro hito del género se dio en 1967 con el lanzamiento de Love Is Blue de Paul Mauriat, el cual alcanzó gran popularidad y llegó a encabezar las listas americanas.
La música Easy Listening es música instrumental diseñada para ser calmante y relajante, sin estridencias ni cambios bruscos de volumen o ritmo. A diferencia del jazz, que exige atención, la música easy listening pasa a un segundo plano, razón por la cual muchos críticos y oyentes descartaron esta música consdierándola como nada más que tonterías desechables. Aunque algunos discos ciertamente entran en esa categoría, hubo varios arreglistas y directores ingeniosos trabajando en el género, como Martin Denny, Les Baxter y Esquivel, quienes se distinguieron por su instrumentación impredecible y arreglos idiosincráticos. Aun así, la característica principal de la escucha fácil, desde la exuberante voz sin palabras de Ray Conniff hasta los florecimientos latinos de Herb Alpert, es que es agradable para los oídos.
Con el auge de la música Rock, en las décadas de los 60s y 70s, y los cambios en el gusto musical de los jóvenes, muchas de las orquestas "Easy Listening" tuvieron un declive de popularidad, algunas de ellas se adaptaron e hicieron numerosas versiones instrumentales de temas populares, de artistas y bandas como The Beatles, ABBA, Bee Gees, manteniéndose así en el gusto del público, incluso llegando a las décadas 80 y 90, bajo la misma fórmula,  aunque, con la llegada de los sintetizadores, la producción se hizo cada vez más artificial, perdiendo parte de la esencia que caracterizaba a las producciones más orquestales.
Easy listening a veces se usa como sinónimo del término muzak, aunque este último término tiende a usarse hoy en día como música producida digitalmente (sintetizador y reproductor de muestras) (música de radio de la década de 1980 y, sobre todo, música de juegos de computadora de las décadas de 1980 y 1990).
Bajo este concepto, mucha de la "música de entretenimiento" (desde el divertimento hasta los tonos en las llamadas de teléfonos a centralitas, o los mismos tonos de llamada de los teléfonos, sobre todo móviles), y aún, variantes posteriores como la música ambiental electrónica podrían encajar en la "escucha fácil".
Desde la década de 1990, la función conceptual de escucha fácil (audición inconsciente o subconsciente) ha sido retomada bajo nuevas circunstancias (por ejemplo, música mínima, drone, krautrock, reggae) y ha influido en géneros musicales como la música ambient, la música lounge, el jazz suave y exótico. Durante este tiempo, bandas y artistas como Air, Röyksopp, Stereolab, The Cardigans y Beck también utilizaron elementos psicodélicos de fácil escucha. Recogidos, a menudo con un trasfondo irónico, pero principalmente para dar a su estética sonora un cierto "toque retro" al estilo de la música psicodélica de los años 60.
La banda alternativa Stereolab demostró la influencia del lounge con lanzamientos como Space Age Bachelor Pad Music y la serie de álbumes de música lounge Ultra-Lounge. El estilo lounge era una contradicción directa con la música grunge que dominaba la época.

## Cantantes de música ligera
Los cantantes de "easy listening" tienen una larga historia que se remonta a las décadas de principios del siglo XX. Frank Sinatra, Bing Crosby, Dean Martin, Patti Page, Tony Bennett, Andy Williams, Nat King Cole, Rosemary Clooney, Doris Day, Perry Como, The Carpenters han sido catalogados como cantantes de "Easy Listening", como también algunas bandas de Soft Rock.
En español entre los intérpretes que han cantado música ligera se puede citar a Julio Iglesias o Raphael.
En aquella época en Estados Unidos se acuñó el término un tanto despectivo de "lagarto de salón", y a menudo se ridiculizaba a cantantes de salón menos conocidos como dinosaurios de épocas pasadas y se los parodiaba por su interpretación zalamera de los estándares.